# Charles Lahr
Charles Lahr (27 de julio de 1885 - 15 de agosto de 1971), fue un anarquista de origen alemán, propietario de una librería y editor en Londres.
Lahr nació en Bad Nauheim en Renania, el mayor de 15 hijos en una familia campesina. Dejó Alemania en 1905 para evitar el servicio militar y se trasladó a Londres, Inglaterra, donde vivió hasta su muerte en 1971.
En Londres conoció al anarquista Guy Aldred (1886-1963), mientras trabajaba como panadero. Pronto (1907) estuvo bajo observación policial. Se unió a los Trabajadores Industriales del Mundo en 1914; en ese momento tenía una librería en Hammersmith.
En 1915 fue internado durante cuatro años como enemigo extranjero en el Alexandra Palace. En 1920-22 fue brevemente miembro del Partido Comunista de Gran Bretaña; fue excluido de la membresía en octubre de 1922 por motivos de 'poca fiabilidad política'. Su interés en la política lo llevó a entablar amistad con muchos pensadores de izquierda, varios de los cuales luego fundaron importantes grupos de izquierda en el Reino Unido. En 1921 se hizo cargo de la Librería Progresista, en Red Lion Street, Holborn. Desde allí se expandió hacia la publicación, y estableció muchas amistades literarias (incluyendo a H. E. Bates, Rhys Davies, T. F. Powys) y a D. H. Lawrence. En un momento en que Lahr estaba en dificultades financieras, sus amigos escritores reunieron una colección de historias y las publicaron como Charles Wain (1933).
Se casó en 1922 con Esther Argeband (en ese momento Archer), a quien conoció en el Charlotte Street Socialist Club. Ella era una trabajadora judía de una fábrica del Este de Londres. Eran amigos cercanos de William Roberts, el artista, y su esposa, y el retrato de Esther hecho por William se encuentra en la Galería Tate.
Desde 1925 hasta 1927, Lahr publicó la revista literaria y artística The New Coterie. En 1931 fundó Blue Moon Press, una editorial independiente; entre los libros que publicó se encontraba la primera edición de un pequeño libro de poemas de D. H. Lawrence llamado "Pensamientos".
En desgracias posteriores, Lahr fue condenado en 1935 por recibir libros robados, y fue sentenciado a 6 meses de prisión. Fue internado nuevamente durante la Segunda Guerra Mundial. Lahr creía que los internamientos se basaban en su origen alemán y sus creencias anarquistas.
En un cuento corto de "Something Short and Sweet" (publicado en 1937), H. E. Bates describe el caso judicial con Lahr llamado "Óscar" en la historia. La librería fue bombardeada en 1941. Cambió de ubicación varias veces en Londres.
Murió en su casa en Muswell Hill, Londres, el 15 de agosto de 1971. Su funeral fue asistido por muchos representantes de grupos de izquierda en el Reino Unido. Su nieta es Esther Leslie.
Los documentos de Lahr están en poder de la Universidad de Londres.